# Eupatoria RT-70

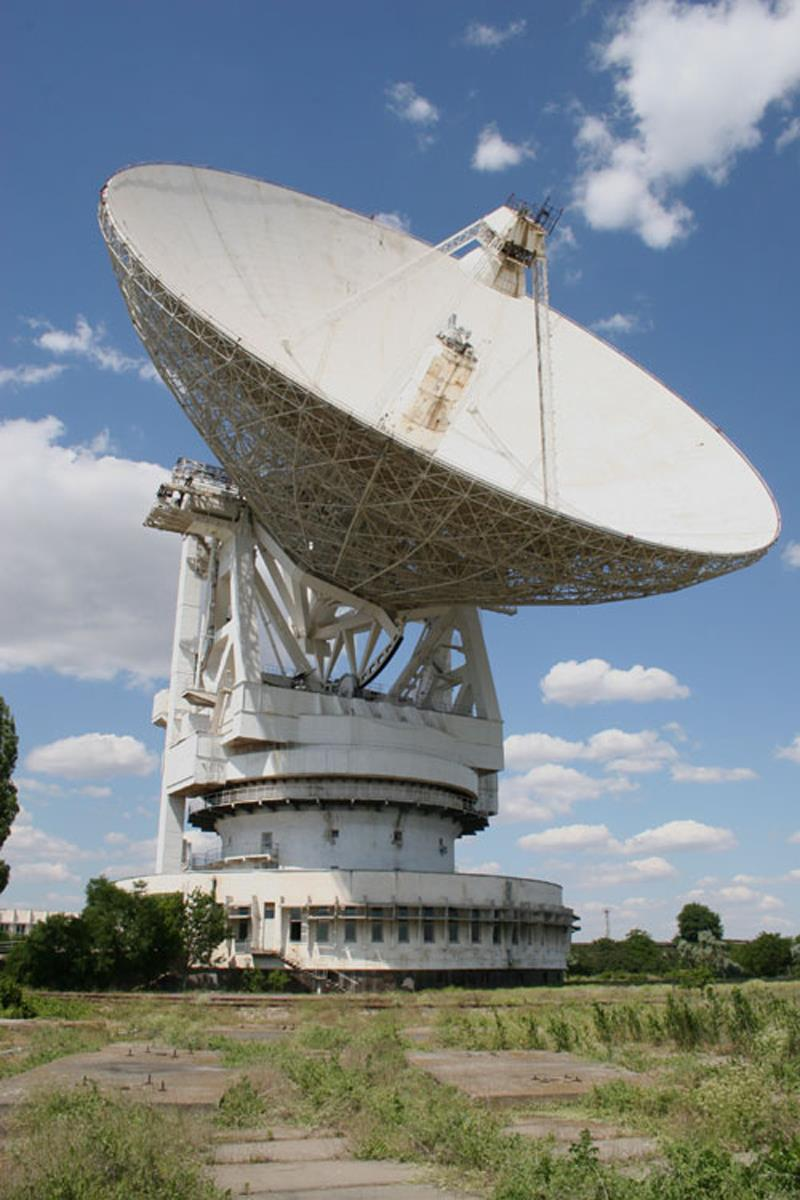
Radioteleskop Eupatoria RT-70

Eupatoria RT-70 – radioteleskop należący do grupy trzech radioteleskopów RT-70, zlokalizowany w Eupatorii na Półwyspie Krymskim na Ukrainie. Z czaszą o średnicy 70 m, jest jednym z największych radioteleskopów na świecie. Jest często nazywany radarem planetarnym (EPR – Evpatoria Planetary Radar). Moc nadajnika 70-metrowej anteny to 150 kW na fali o długości 6 cm.
Uruchomiony został w 1978 roku i jest jednym z dwóch radioteleskopów na świecie (obok radioteleskopu Arecibo), który może wysyłać wiadomości do pozaziemskich cywilizacji. Emisje sygnałów miały miejsce w latach 1999, 2001, 2003 oraz 2008. Pierwszą nazwano Cosmic Call („kosmiczny telefon”). W jej ramach w dniach 24 maja, 30 czerwca i 1 lipca 1999 roku nadano sygnały do czterech gwiazd posiadających planety: HD 178428, HD 186408, HD 190360 i HD 190406. Druga sesja, Cosmic Call 2, nastąpiła po kilku latach – 6 lipca 2003 wyemitowano sygnały w kierunku pięciu układów planetarnych: HIP 4872, HD 245409, HD 75732, HD 10307 oraz HD 95128. W przypadku tej grupy gwiazd najszybciej sygnał może dotrzeć do układu HIP 4872 odległego o 32,8 lat świetlnych (sygnał dotrze w kwietniu 2036 roku).
Pomiędzy „kosmicznymi telefonami” wysłano jeszcze komunikat określony jako Teen Age Message (TAM). Było to 29 sierpnia, 3 września i 4 września 2001, a sygnały nadano w kierunku sześciu gwiazd (HD 197076, HD 95128, HD50692, HD 126053, HD 76151 i HD 193664). Z kolei transmisja nazwana A Message From Earth (AMFE) została przeprowadzona 9 października 2008, a jej celem był układ planetarny Gliese 581. Komunikat zawierał 501 wiadomości wybranych w konkursie zorganizowanym przez jeden z internetowych serwisów społecznościowych. Sygnał powinien dotrzeć do Gliese 581 w 2029.
Radioteleskop ma na koncie najwięcej na świecie transmisji komunikatów do potencjalnych obcych cywilizacji. Był również używany m.in. do radarowych badań obiektów w Układzie Słonecznym, ale przede wszystkim do kontaktu z sondami kosmicznymi. Radioteleskop działa też w ogólnoświatowej sieci VLBI oraz prowadzi samodzielne obserwacje astronomiczne. Rosja i Ukraina planowały po renowacji anteny wykorzystać ją do komunikacji z rosyjską misją na Marsa – Fobos-Grunt. Obsługuje częstotliwości w zakresie 5–300 GHz.
Oprócz radioteleskopu w Eupatorii wybudowano jeszcze dwie podobne, 70-metrowe anteny – w Suffie (Uzbekistan) i Galenkach (Rosja).